# Maria Moog-Grünewald
Maria Moog-Grünewald (* 19. November 1947 in Worms) ist eine deutsche Literaturwissenschaftlerin. Sie hatte von 1992 bis 2014 den Lehrstuhl für Romanische Philologie und Vergleichende Literaturwissenschaft an der Eberhard Karls Universität Tübingen inne.

## Biographie
Nach dem Studium der Klassischen Philologie und der Romanischen Philologie an der Johannes Gutenberg-Universität Mainz und der Universität La Sapienza in Rom sowie dem Ersten und Zweiten Staatsexamen für das Lehramt an Gymnasien war sie Wissenschaftliche Assistentin an der Abteilung für Vergleichende Literaturwissenschaft am Germanistischen Seminar der Rheinischen Friedrich-Wilhelms-Universität Bonn. Sie wurde 1977 in Vergleichender Literaturwissenschaft mit einer Arbeit zur Ovid-Rezeption promoviert (Doktorvater: Erwin Koppen). Die Dissertation wurde ausgezeichnet mit dem Preis der Gesellschaft der Freunde der Universität Bonn. Im Jahr 1985 habilitierte sie sich mit einer Studie über Jacques-Henri Meister und die europäische Aufklärung und erhielt die Venia legendi für Vergleichende Literaturwissenschaft. In der Folge war sie Professorin auf Zeit in Bonn bis 1991, danach vertrat sie eine Professur für Italienische Philologie in Tübingen und wurde 1992 zur ordentlichen Professorin ernannt.
Moog-Grünewalds Schwerpunkte in Forschung und Lehre sind Ästhetik, Poetik, Ekphrasis, das Verhältnis von  Moderne und Antike in Philosophie, Literatur und Kunst, Giordano Bruno sowie die Rezeption der antiken Mythologie von den Anfängen bis in die Gegenwart. Von 1993 bis 1999 war sie Vorsitzende der Deutschen Gesellschaft für Allgemeine und Vergleichende Literaturwissenschaft (DGAVL). Sie war von 1999 bis 2016 Mitherausgeberin der Zeitschrift für Ästhetik und Allgemeine Kunstwissenschaft. Von 2010 bis 2011 war sie Fellow am Internationalen Kolleg Morphomata, von 2012 bis 2013 war sie Senior Fellow am Alfried Krupp Wissenschaftskolleg Greifswald.

## Bibliographie (Auswahl)

### Monographien
- Giordano Bruno: „Die Heroischen Leidenschaften“, Hamburg 2017.
- Was ist Dichtung?, Heidelberg 2008.
- Jakob Heinrich Meister und die »Correspondance littéraire« – Ein Beitrag zur Aufklärung in Europa, Berlin/New York 1989.
- Metamorphosen der »Metamorphosen« – Rezeptionsarten der ovidischen Verwandlungsgeschichten in Italien und Frankreich im XVI. und XVII. Jahrhundert, Heidelberg 1979.

### Lexikon
- Mythenrezeption – Die antike Mythologie in Literatur, Musik und Kunst von den Anfängen bis zur Gegenwart (Hg.), Stuttgart/Weimar 2008 (=Der Neue Pauly, Supplement 5).

### Herausgeberschaften
- Moralistik – Explorationen und Perspektiven (Hrsg. mit Rudolf Behrens), München 2010.
- Ästhetik in metaphysikkritischen Zeiten – 100 Jahre „Zeitschrift für Ästhetik und Allgemeine Kunstwissenschaft“ (Hrsg. mit Josef Früchtl), Hamburg 2007.
- EROS – Zur Ästhetisierung eines (neu)platonischen Philosophems in Neuzeit und Moderne (Hrsg.), Heidelberg 2006.
- Autobiographisches Schreiben und philosophische Selbstsorge (Hrsg.), Heidelberg 2004.
- Apokalypse: der Anfang im Ende (Hrsg. mit Verena Olejniczak Lobsien), Heidelberg 2003.
- Das Neue – Eine Denkfigur der Moderne (Hrsg.), Heidelberg 2002.
- Behext von Bildern? – Ursachen, Funktionen und Perspektiven der textuellen Faszination durch Bilder (Hrsg. mit Heinz Drügh), Heidelberg 2001.
- Kontingenz und Ordo – Selbstbegründung des Erzählens in der Neuzeit (Hrsg. mit Bernhard Greiner), Heidelberg 2000.
- Kanon und Theorie (Hrsg.), Heidelberg 1997.